# Осежино
Осе́жино — село в Сковородинском районе Амурской области России. Входит в сельское поселение Албазинский сельсовет.

## География
Расположено к юго-востоку от районного центра, города Сковородино, расстояние по автодороге (через Лесной, Среднерейновский, Таёжный, Джалинду, Албазино) — около 120 км. Находится примерно в 3 км от левого берега Амура.
Расстояние до центра сельского поселения, села Албазино — около 35 км (вверх по левому берегу Амура). На север от села идёт дорога к селу и станции Талдан (на Транссибе). На юг (вниз по Амуру) от села идёт дорога к селу Толбузино Магдагачинского района.

## История
Село основано в 1949 г.
Топонимика: Название вероятно славянского происхождения от слова осежа, осека, осежище, осечище — место, освобожденное от леса для последующего использования под пашню [Мельников А. В., 2009].

## Инфраструктура
- Пограничная зона

## Население
| 2002 | 2010 | 2012 | 2013 | 2014 | 2015 | 2016 |
| ---- | ---- | ---- | ---- | ---- | ---- | ---- |
| 140  | ↘16  | →16  | ↘15  | →15  | →15  | →15  |
| 2017 | 2018 |      |      |      |      |      |
| ↘14  | ↘11  |      |      |      |      |      |